# Bahnhof Minden (Westfalen)
Der Bahnhof Minden (Westfalen) (amtlich Minden (Westf)) ist ein Inselbahnhof an den Hauptstrecken Ruhrgebiet–Hannover (Bahnstrecke Hamm–Minden und Bahnstrecke Hannover–Minden), Amsterdam–Hannover (Bahnstrecke Löhne–Rheine) sowie der Nebenstrecke nach Nienburg (Bahnstrecke Nienburg–Minden) im Schienennetz der DB Netz AG. Er ist Knotenpunkt im Personennah- und Fernverkehr sowie im Güterverkehr für die Region der ostwestfälischen Stadt Minden.

## Geschichte
Der Bahnhof wurde 1848 als Endbahnhof der Köln-Mindener Eisenbahn-Gesellschaft (CME) sowie der Hannoverschen Staatseisenbahnen eröffnet und dem Verkehr übergeben. Er konnte damit von dem am 15. Oktober 1847 fertiggestellten Streckenabschnitt Hamm–Minden der Köln-Mindener Eisenbahn-Gesellschaft sowie dem Abschnitt Hannover–Minden der Königlich Hannöverschen Staatseisenbahnen genutzt werden. Zunächst fungierte der Bahnhof als Grenzbahnhof an einer der wichtigsten Ost-West-Magistralen. Diese Funktion endete 1866 mit der Annexion des Königreichs Hannover durch Preußen; der Eisenbahnverkehr auf der wichtigen Ost-West-Strecke konnte durchgängig von Berlin bis Köln ohne Grenzübertritt rollen.
Das Gebäude wurde von dem in Minden wohnenden königlichen Bauinspektor Schelle geplant. Es ist im romantischen Stil umgesetzt worden, mit Zinnen und Türmchen. Zwei gleiche Gebäudeteile werden in der Mitte von einem flacheren Gebäudeteil verbunden, Symbol für die beiden Eisenbahngesellschaften, die sich an diesem Punkt trafen und das Empfangsgebäude gemeinsam betrieben.
1898 wurde durch die Mindener Kreisbahnen mit einem nahe dem Bahnhof Minden gelegenen Übergabebahnhof in der Friedrich-Wilhelm-Straße eine Kleinbahnstrecke nach Uchte eröffnet; vier Jahre später erfolgte ihre direkte Anbindung an den staatlichen Bahnhof mit dem Bau des Bahnhofs Staatsbahn in der Kaiserstraße. Dieser bestand bis 1957 und wurde mit Beendigung der Schienenverbindung zum Bahnhof Minden Stadt stillgelegt.
1928 wurde der Bahnhof Minden nach Inbetriebnahme der Strecke Minden–Nienburg in Richtung Bremen ausgebaut.
Aufgrund des Güterbahnhofs und des Anschlusses an die Hafenbahn gab es einen Bedeutungszuwachs. Nach dem Zweiten Weltkrieg wurde das Bundesbahn-Zentralamt in Minden angesiedelt, was die eisenbahntechnische Bedeutung des Bahnhofs Minden stärkte. Der Fahrplan wies zu entsprechenden Zeiten Halte von Fernzügen auf.

### Ausblick
Im dritten Gutachterentwurf des Deutschlandtakts aus dem Jahr 2021 wird ein zusätzlicher Außenbahnsteig am Gleis 14 geplant. Dafür sind, zum Preisstand von 2015, Investitionen von 6 Millionen Euro vorgesehen.
Im Jahre 2024 wurden diese Pläne konkretisiert: Gegenüber der Stadt äußerte sich die Deutsche Bahn, dass sie einen zusätzlichen neuen Bahnsteig zwischen den Gütergleisen 14 und 15 plant, der dann aus der Unterführung barrierefrei zu erreichen ist. Die Bauzeit soll voraussichtlich in den Jahren 2026 bis 2027 liegen.
Im Rahmen des Deutschlandtaktes ist weiterhin geplant, die Neubaustrecke Bielefeld–Hannover unter Auslassung des Bahnhofs Minden auszubauen. Dagegen sprechen sich zahlreiche Kommunalpolitiker als auch Bürgerinitiativen aus. Zurzeit läuft ein aufwendiges Planungsverfahren. Die Bahn argumentiert, dass durch die Herausnahme des Fernverkehrs mehr Trassen für den Nah- und Güterverkehr frei werden. ICE-Züge halten dann nicht mehr in Minden.

## Lage des Bahnhofs
Der alte Stadtkern von Minden liegt auf dem linken Weserufer. Als es im Zuge des Baus der Köln-Mindener Eisenbahn zur Diskussion um die Lage des Endbahnhofs kam, wurde zunächst ein stadtnaher Bahnhof favorisiert. Die enge Bebauung und die schwierigen Geländeverhältnisse südlich der Stadt Minden zwangen die Erbauer des Bahnhofs, diesen außerhalb des eigentlichen Stadtkerns am anderen, also dem rechten Weserufer zu planen. Die südliche Streckentrassierung bedeutete einen Weserübergang schon bei Rehme südlich des Wiehengebirges mit einem Eisenbahnviadukt und die Durchquerung der südlich von Minden gelegenen Porta Westfalica am engen östlichen Ufer. Dieser Weg musste erst durch Sprengungen erweitert werden, so dass die Eisenbahnlinie sich der Stadt Minden auf einem Hochwasserdamm näherte, der die Weserwiesen überquerte und östlich der Stadt in der Bahnhofsfestung mündete. Von dort aus konnte die Hannoversche Staatsbahn ihre Verbindung nach Osten weiterbauen, ohne einen Weserübergang in Minden bauen zu müssen.

### Bahnhofsfestung

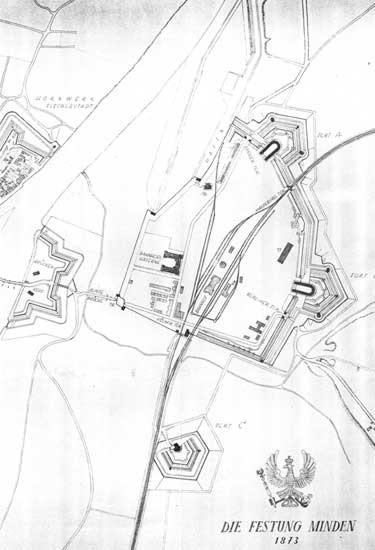
Minden Bahnhofsfestung

Der neue geplante Bahnhof Minden sollte außerhalb der Festung Minden liegen und war im gänzlich unbebauten Gelände am östlichen, rechten Weserufer geplant. Die Militärs befürworteten, den neuen Bahnhof in eine Bahnhofsfestung mit einzubauen, damit er militärisch geschützt würde. Die gebaute Bahnhofsfestung bestand aus einem Schutzwall aus Festungsmauern in Polygonform und wurde von 1847 bis 1850 erbaut. Nach Osten wurde diese Festung durch drei Forts geschützt. Die Bahn verließ die Bahnhofsfestung durch drei Eisenbahntore: nach Westen durch das Kölner Tor (Köln-Mindener Eisenbahn), nach Osten durch das Magdeburger Tor (Hannoversche Staatsbahn) und später erneut nach Westen durch das Löhner Tor die Hannoversche Westbahn.
Zur Weser hin wurde die Bahnhofsfestung durch eine Flankenbatterie geschützt. In dem relativ großen Gelände der Festung wurde 1869 eine Bahnhofskaserne erbaut, damit die durchreisenden Soldaten eine Unterkunft hatten und nicht von der Mindener Bevölkerung zur Einquartierung aufgenommen werden mussten.
Nach der Annexion des Königreichs Hannover 1866 durch das Königreich Preußen wurde die Bahnhofsfestung strategisch unnötig, 1873 aufgegeben und in den Folgejahren die meisten Festungsanlagen geschleift. 1884 wurde in der Streckenkurve nördlich vom Bahnhof das gemeinsame Bahnbetriebswerk Minden mit großen Werkstätten und Lokschuppen gebaut.

## Empfangsgebäude

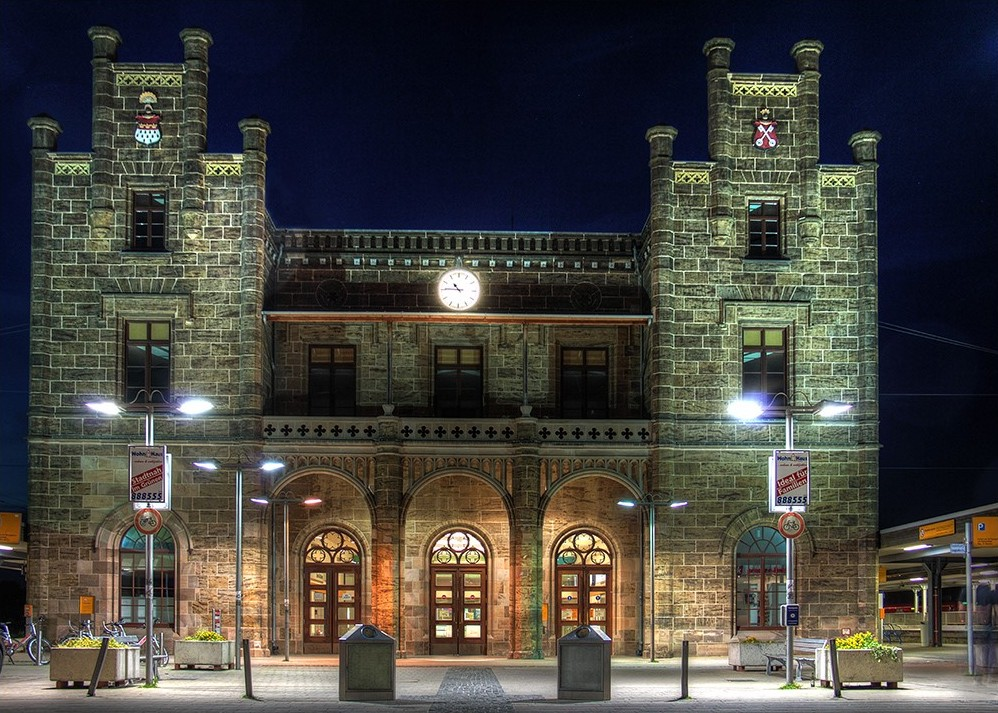
Der Bahnhof Minden der Köln-Mindener Eisenbahn-Gesellschaft bei Nacht

Das Empfangsgebäude der Köln-Mindener Eisenbahn-Gesellschaft wurde ab 1847 nach den Plänen des in Minden lebenden königlichen Bauinspektors Schelle errichtet und 1848 fertiggestellt. Damit stand es zur Betriebsaufnahme des Schienenverkehrs mit der Eröffnung der Stammstrecke der Köln-Mindener Eisenbahn-Gesellschaft und der Strecke Minden–Hannover–Braunschweig der Königlich Hannöverschen Staatseisenbahnen am 15. Oktober 1847 bereit. Der Termin war wichtig, hatte doch König Friedrich Wilhelm IV. an diesem Tag Geburtstag. Daher war das Empfangsgebäude erst im Rohbau fertig und wurde unter Verkehr zu Ende gebaut.
Das Empfangsgebäude wurde im romantischen Baustil errichtet, der nach mittelalterlichem Vorbild Türmchen und Zinnen benutzte; dies setzte sich in dieser Zeit bei immer mehr Bahnhöfen Westfalens durch. Minden zählt zu den wenigen noch in diesem Stil erhaltenen Bahnhofsgebäuden.
Die Fassade hat eine dreifache Gliederung, das Gebäude selbst ist in zwei identisch wirkende Kopfbauten aufgeteilt. Sie sind durch einen eingeschossigen Mitteltrakt verbunden, der die Fahrkartenausgabe und Gepäckabfertigung sowie die königliche Zollverwaltung und Wartesäle der ersten, zweiten, dritten und vierten Klasse beherbergte. Außerdem befindet sich hier ein Restaurant und Gaststätte mit Wirtwohnung, das in früheren Zeiten einen sehr guten Ruf besaß und Kundschaft aus der Umgebung anzog. Dieser Bauteil wird aufgrund eines Brandes zurzeit nicht genutzt.
In der Dienstwohnung über dem südlichen Haupteingang lebte von 1852 bis 1876 die mit dem ersten Eisenbahningenieur der Köln-Mindener Eisenbahn-Gesellschaft verheiratete Elise Polko, geborene Vogel (1823–1899). Sie pflegte hier freundschaftliche Beziehungen zu Dichtern und Malern und schrieb selbst Gedichte und Erzählungen. Vom Balkon über dem Südeingang hatte man freie Sicht bis zum Weserdurchbruch Porta Westfalica.
Der Bahnhofsvorplatz war zu dieser Zeit noch ebenerdig; da er zwischen den Gleisen lag, konnte er nur über beschrankte Bahnübergänge erreicht werden. Im Zuge des wachsenden Straßenverkehrs wurden die Eisenbahnstrecken untertunnelt, der Bahnhofsvorplatz abgesenkt und das Gebäude wurde durch eine Treppe erreichbar. Der Südeingang wurde mit einem Vorbau ergänzt. Erst durch die erneute Anschüttung und Bau einer Rampe ist der ebenerdige Zugang wieder möglich, der Vorbau wurde beseitigt und die alte freie Sicht auf die Südfassade wiederhergestellt.
Das Empfangsgebäude ist 2001 das letzte Mal renoviert worden. Ein Jahr später brannte die im mittleren Teil des Gebäudes liegende Gaststätte aus und ist seitdem geschlossen. Das Gebäude will die Deutsche Bahn im Rahmen eines Gesamtpaketes seit 2002 verkaufen, so der Handlungsbevollmächtigte der Bahnflächenentwicklungsgesellschaft NRW (BEG). Das Paket läuft bis Ende des Jahres 2020.
Die Stadt Minden hat sich in ihrem Hauptausschuss für den Kauf des Empfangsgebäudes im Jahr 2020 ausgesprochen, jedoch hat die Deutsche Bahn den Verkauf in der Neubewertung durch das Projekt „Starke Schiene“ gestoppt und überdenkt den Verkauf. Im Juli 2022 gab die Bahn bekannt, dass sie den Verkauf von Bahnhofsempfangsgebäuden gestoppt hat. Damit gibt es auch eine neue Chance für den Erhalt des Empfangsgebäudes Minden und einer Strukturentwicklung im Stadtteil Rechten Weserufer der Stadt Minden.
Der offizielle Name der Station ist Minden (Westf); er stammt aus der preußischen Zeit, als auch die Postadresse Minden (Westf.) war.
Das Gebäude ist in die Denkmalliste der Stadt Minden eingetragen.

## Stellwerk

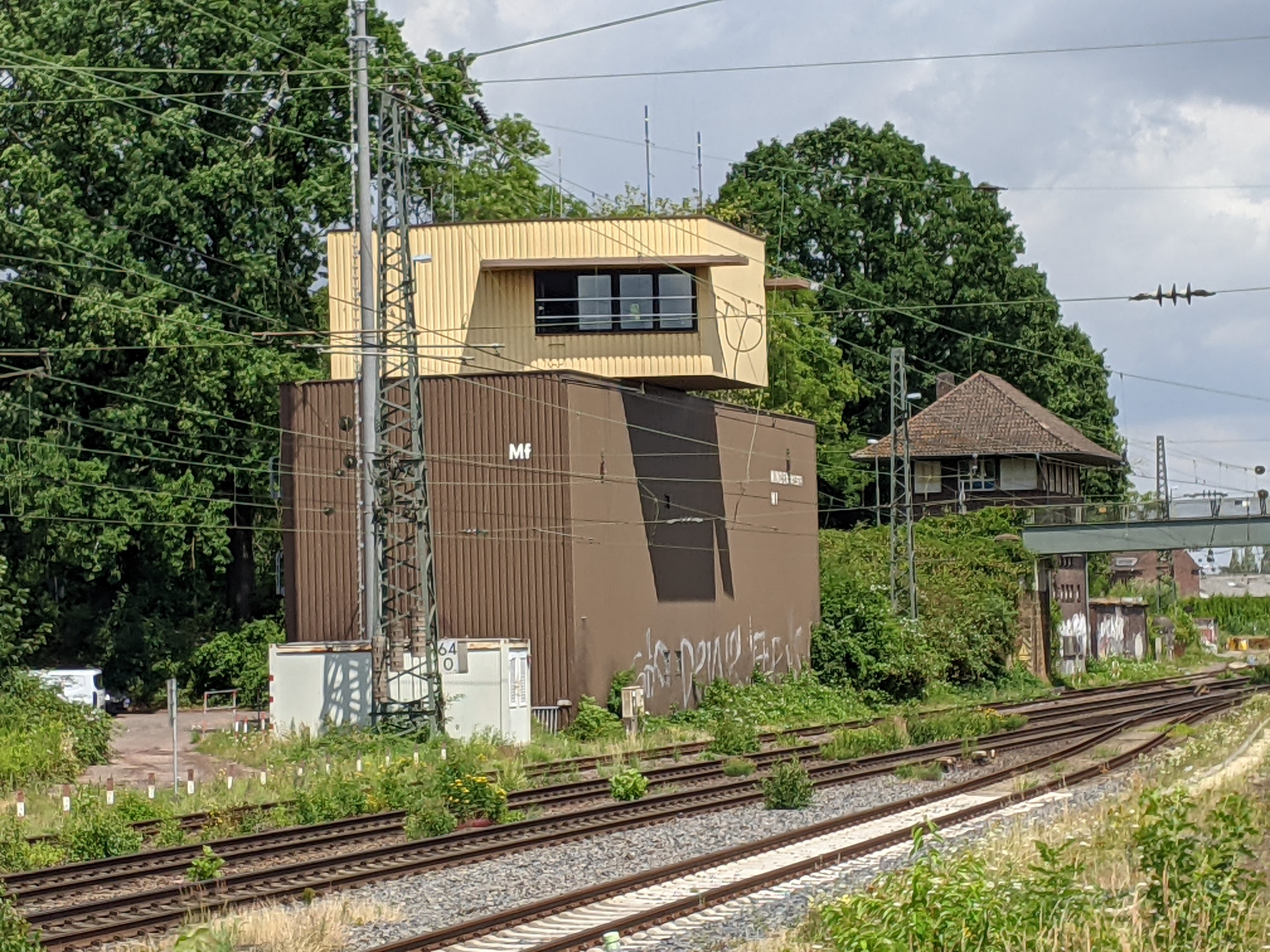
Stellwerk Minden, 2025

Der Bahnhof Minden verfügt im nördlichen Bahnhofsbereich über ein Turm-Stellwerk der Bauart „Sp Dr S60“, das 1968 in Betrieb genommen wurde. Von hier wurde das 2008 stillgelegte Stellwerk in Porta Westfalica ferngesteuert.

## Gleis- und Betriebsanlagen

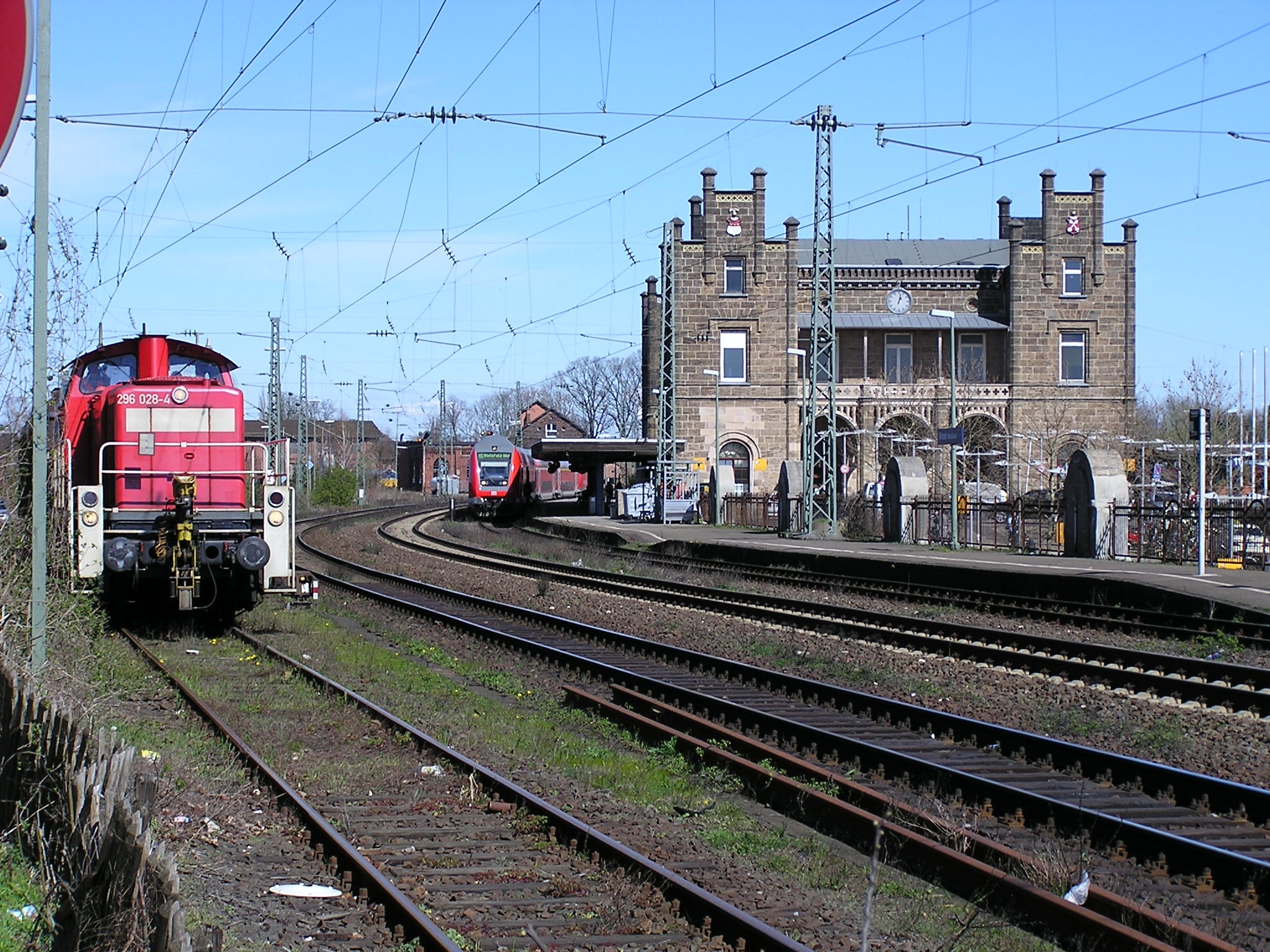
Bahnhofsgebäude und nördliches Gleisfeld

Während die Köln-Mindener Eisenbahn sich von Süden der Stadt näherte und westlich des Bahnhofs ihre Gleisanlagen erbaute, kam die Hannoversche Staatsbahn in einer großen Kurve von Osten heran und legte ihre Gleise östlich des Bahnhofs. Beide Eisenbahngesellschaften erbauten in ihrem Bereich Wartungsanlagen und Werkstätten.
Der Bahnhof stand damit in der Mitte der Gleisanlagen der beiden Eisenbahngesellschaften. Wer weiterfahren wollte, musste auf der einen Seite den Zug verlassen, durch den Bahnhof gehen und auf der anderen Seite den Zug der anderen Bahngesellschaft besteigen. Diese Art Inselbahnhof gibt es in Westfalen nur noch mit dem Bahnhof Warburg.

### Ausbau der Gleisstrecken und Bahnhofsvorplatz
Zu Beginn des 20. Jahrhunderts wurden Überlegungen angestellt, die Eisenbahnlinien am Mindener Bahnhof viergleisig auszubauen. Damit sollte der wachsende Ostwestverkehr aufgenommen werden, denn schon um die Jahrhundertwende wurden auf der Relation Minden-Hamm pro Tag 200 Züge gezählt, vor allem der Güterverkehr boomte. Durch die neuen Gleise sollte es zu einer Entflechtung des Personen- und Güterverkehrs kommen. Ab 1908 wurde dies für die Strecke Minden – Hamm umgesetzt, sodass die erhöhte Streckenkapazität schon im Ersten Weltkrieg genutzt werden konnte. Der weitere viergleisige Ausbau der Strecken in Richtung Wunstorf und Hannover unterblieb bis heute.
Im Rahmen dieser Baumaßnahmen wurden die Gleise im Bereich des Bahnhofs höher trassiert. Dadurch wurde es möglich die Victoriastraße auf dem Bahnhofsvorplatz mit einer Brücke zu überführen. Sie wurde nach Süden vor die ehemalige Festungsmauer verlegt. Damit wurde die Kreuzung der Bahntrasse mit der Ostweststraße kreuzungsfrei, der Bahnübergang mit seinen Schranken konnte wegfallen. Der Bahnhofsvorplatz musste an das tiefer gelegte Straßenniveau angepasst werden und wurde abgesenkt. Der Südausgang des Bahnhofs erhielt infolgedessen eine Treppe und ein Vordach. Dieses ist erst im 21. Jahrhundert wieder geändert worden als im Rahmen der Sanierungsmaßnahmen des Bahnhofsvorplatzes dieser schräg angeschüttet wurde, sodass der Bahnhof heute über die Platzrampe wieder ebenerdig erreicht wird.

### Elektrifizierung

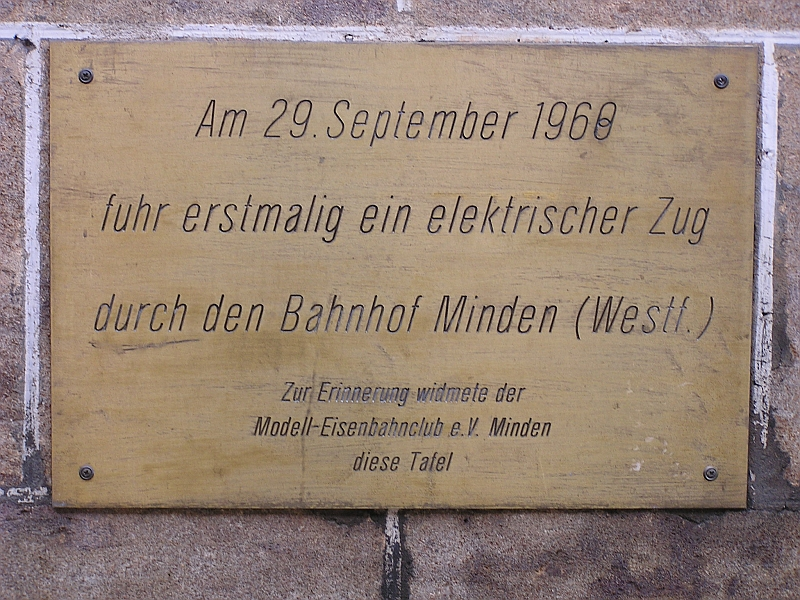
Erinnerungsplakette am Bahnhof Minden

Ab dem Jahr 1965 wurden die Eisenbahnstrecken um Minden herum elektrifiziert. Am 29. September 1968 stand die gesamte Strecke Wunstorf–Minden–Hamm unter Strom, fast 121 Jahre nach Aufnahme des durchgehenden Zugverkehrs. Damit konnten erstmals die wirtschaftlicheren Elektroloks am Bahnhof Minden fahren. Anschließend wurde das Mindener Bahnbetriebswerk mit zwei Ringlokschuppen an der nordöstlichen Ausfahrt des Bahnhofs in Richtung Hannover überflüssig, da Elektroloks weniger wartungsintensiv betrieben werden konnten. Das Bahnbetriebswerk wurde 1969 abgerissen. Das Gelände liegt seither brach und ist zugewachsen.
Die Deutsche Bundesbahn löste in der Zeit von 1956 bis 1969 insgesamt 77 Bahnbetriebswerke auf.

### Mindener Kreisbahnen
Die Mindener Kreisbahnen bauten – zunächst in Meterspur – nördlich vom Bahnhof einen Übergabebahnhof, um von der Staatsbahn auf die Kreisbahn zu wechseln. Da die beiden Systeme in unterschiedlichen Spurbreiten fuhren, musste diese Übergabe mit Rangiertätigkeiten und der Nutzung von Rollböcken vorgenommen werden. Das Rangiergelände am Bahnhof Übergabe schloss sich an das dort liegende Rangiergelände der Staatsbahn an, nach Umstellung der Kreisbahnstrecken auf Normalspur konnte dies von allen Bahngesellschaften genutzt wurde. Die angeschlossenen Rangiergleise westlich vom Bahnhof an der Friedrich-Wilhelm-Straße sind lange vom Güterbahnhof Minden genutzt worden, bis dieser Bereich durch die Umstrukturierung der Deutschen Bahn 1997 aufgegeben wurde. Dort befanden sich ein Zollhaus, die Oberpostdirektion und bahntechnische Anlagen wie Lokschuppen, Bahnbetriebswerk und eine Bahntankstelle.

## Heutige Bedeutung

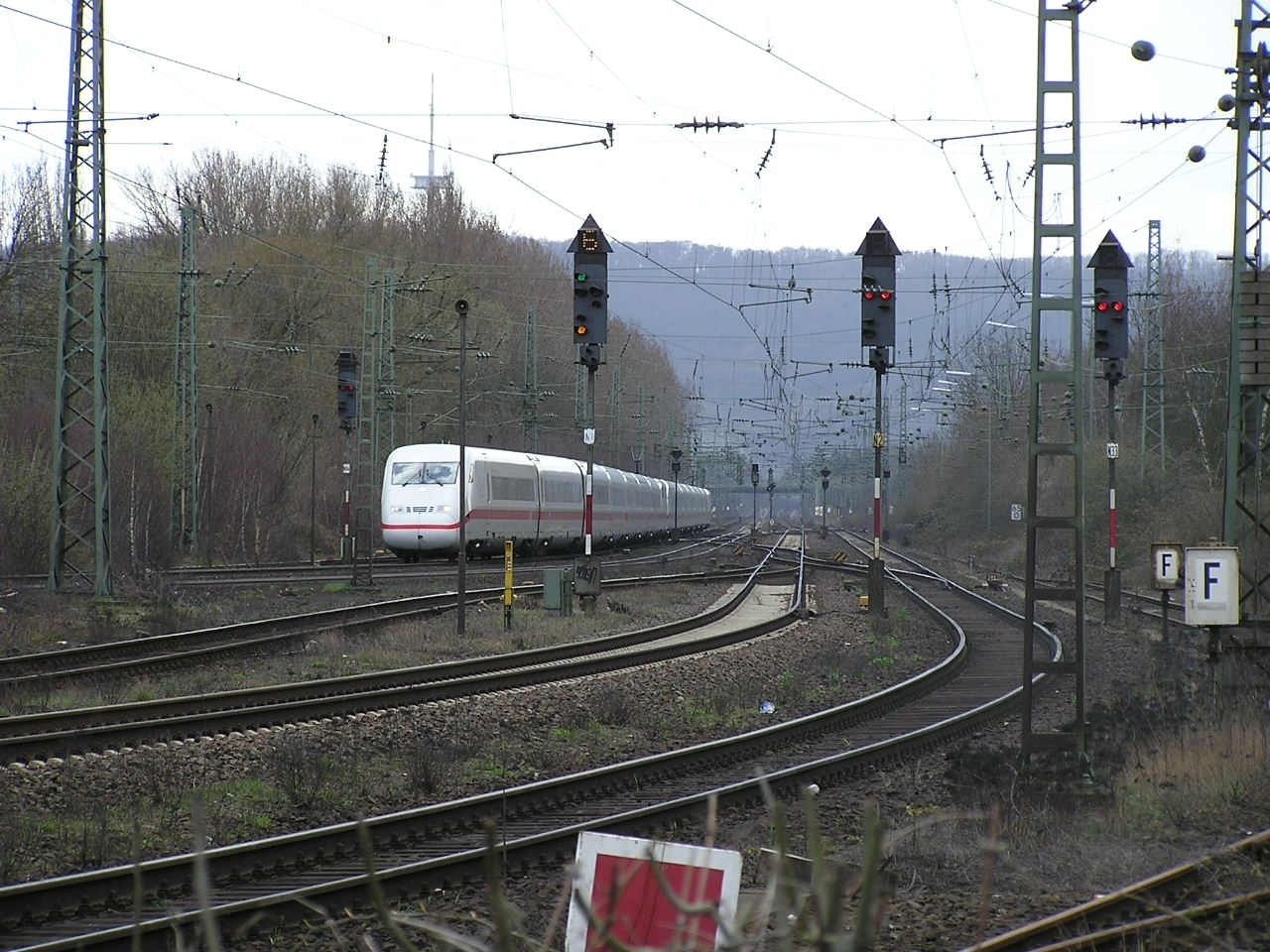
ICE südlich der Ausfahrt des Bahnhofs Minden

Der Bahnhof ist die bedeutsamste Station der großen kreisangehörigen Stadt Minden. Als IC- und ICE-Station versorgt die Station Ostwestfalen und Lippe zusammen mit dem Bahnhof Herford und dem Bielefelder Hauptbahnhof im Norden sowie mit dem Bahnhof Altenbeken im Süden. Der Bahnhof Minden wird von der Bahntochter DB Station&Service AG betreut. Diese klassifiziert den Bahnhof in der Preisklasse 3.

### Fernverkehr
Tagsüber halten im Fahrplanjahr 2024 in Minden jeweils im Zweistundentakt die Züge der IC-Linie 55 von Dresden nach Köln und weiter nach Süden und der ICE-Linie 10 von Berlin nach Düsseldorf. Die IC-Züge der Linie 77 von Berlin über Minden und Osnabrück nach Amsterdam wurden ab dem Fahrplan 2024 beschleunigt und der Halt in Minden entfällt. Hier ist nur noch ein Halt in Ostwestfalen im Bahnhof Bünde vorgesehen. Darüber hinaus halten in Tagesrandlagen und Nachts weitere ICE- und IC-Züge.
| Linie                                                                                       | Linienverlauf | Linienverlauf | Takt    |
| ------------------------------------------------------------------------------------------- | --- | --- | ------- |
| ICE 10                                                                                      | Berlin Ostbahnhof – Wolfsburg – Hannover – Minden – Bielefeld – Hamm (Westf.) – Dortmund – Bochum – Essen – Duisburg – Düsseldorf | Berlin Ostbahnhof – Wolfsburg – Hannover – Minden – Bielefeld – Hamm (Westf.) – Dortmund – Bochum – Essen – Duisburg – Düsseldorf | 120 min |
| IC 55                                                                                       | Dresden – Dresden-Neustadt – Riesa – Leipzig – Flughafen Leipzig/Halle – Halle – Köthen – Magdeburg – Helmstedt – Braunschweig – Hannover – Minden – Bad Oeynhausen – Herford – Bielefeld – Gütersloh – Hamm – Dortmund – Hagen – Wuppertal – Solingen – Köln – Bonn – Mainz – Mannheim – Heidelberg – Stuttgart (– Offenburg) | Dresden – Dresden-Neustadt – Riesa – Leipzig – Flughafen Leipzig/Halle – Halle – Köthen – Magdeburg – Helmstedt – Braunschweig – Hannover – Minden – Bad Oeynhausen – Herford – Bielefeld – Gütersloh – Hamm – Dortmund – Hagen – Wuppertal – Solingen – Köln – Bonn – Mainz – Mannheim – Heidelberg – Stuttgart (– Offenburg) | 120 min |
| Bahnhöfe, an denen nur vereinzelt Züge der jeweiligen Linie halten, sind kursiv dargestellt | | |         |

### Nahverkehr
Im Nahverkehr gibt es aktuell (Stand: 2019) drei Anbieter: National Express, die WestfalenBahn und die Eurobahn.
National Express bedient den Bahnhof derzeit mit dem RE 6 „Rhein-Weser-Express“ Köln/Bonn Flughafen–Düsseldorf–Dortmund–Minden.
Bis zum Fahrplanwechsel am 10. Dezember 2017 verkehrte an Wochenenden und Feiertagen die „Weser-Aller-Bahn“ (RB 76) auf der Bahnstrecke Nienburg–Minden bis Rotenburg (Wümme), seither entfällt diese Linie zwischen Minden und Verden (Aller) und damit auch die durchgehende Bedienung nach Rotenburg mit direktem Anschluss von dort in Richtung Hamburg (siehe auch Zukunft der Weser-Aller-Bahn). Dafür verkehrt der „Porta-Express“ (RE 78), der aktuell von der Eurobahn betrieben wird, durchgehend von Bielefeld Hbf nach Nienburg (Weser) und bietet somit neuerdings auch am Wochenende und an Feiertagen eine umstiegsfreie Verbindung zwischen diesen Bahnhöfen.
Im zweistündlichen Wechsel bedient die Westfalenbahn die RE-Linien 60 („Ems-Leine-Express“) und 70 („Weser-Leine-Express“) Braunschweig–Hannover–Minden–Löhne–Bielefeld (RE 70) bzw. Löhne–Osnabrück–Rheine (RE 60).
Über dieses Angebot hinaus beginnt bzw. endet die Linie 1 der S-Bahn Hannover Haste–Weetzen–Hannover–Haste–Minden an diesem Bahnhof.
| Linie      | Linienverlauf | Takt    | Betreiber         |
| ---------- | --- | ------- | ----------------- |
| RE 6 (RRX) | Rhein-Weser-Express: Köln/Bonn Flughafen – Köln Hbf – Dormagen – Neuss Hbf – Düsseldorf-Bilk – Düsseldorf Hbf – Düsseldorf Flughafen – Duisburg Hbf – Mülheim (Ruhr) Hbf – Essen Hbf – Wattenscheid – Bochum Hbf – Dortmund Hbf – Kamen – Hamm (Westf) Hbf – Heessen – Ahlen (Westf) – Beckum-Neubeckum – Oelde – Rheda-Wiedenbrück – Gütersloh Hbf – Bielefeld Hbf – Herford – Löhne (Westf) – Bad Oeynhausen – Porta Westfalica – Minden (Westf) Stand: Fahrplanwechsel Dezember 2023               | 60 min  | National Express  |
| RE 60      | Ems-Leine-Express: Rheine – Hörstel – Ibbenbüren-Esch – Ibbenbüren – Ibbenbüren-Laggenbeck – Osnabrück Altstadt – Osnabrück Hbf – Melle – Bünde (Westf) – Kirchlengern – Löhne (Westf) – Bad Oeynhausen – Porta Westfalica – Minden (Westf) – Bückeburg – Stadthagen – Haste (Han) – Wunstorf – Hannover Hbf – Lehrte – Hämelerwald – Vöhrum – Peine – Vechelde – Braunschweig Hbf Stand: Fahrplanwechsel Dezember 2021                                                                               | 120 min | WestfalenBahn     |
| RE 70      | Weser-Leine-Express: Bielefeld Hbf – Herford – Löhne (Westf) – Bad Oeynhausen – Porta Westfalica – Minden (West) – Bückeburg – (Kirchhorsten –)* Stadthagen – (Lindhorst (Schaumb-Lippe) –)* Haste – Wunstorf – Hannover Hbf – Lehrte – Hämelerwald – Vöhrum – Peine – Vechelde – Braunschweig Hbf * nur einzelne Züge im Berufsverkehr Stand: Fahrplanwechsel Dezember 2021 | 120 min | WestfalenBahn     |
| RE 78      | Porta-Express: Nienburg (Weser) – Leese-Stolzenau – Petershagen-Lahde – Minden (Westf) – Porta Westfalica – Bad Oeynhausen – Löhne (Westf) – Herford – Bielefeld Hbf Stand: Fahrplanwechsel Dezember 2023 | 120 min | Eurobahn          |
| S 1        | Minden (Westf) – Bückeburg – Kirchhorsten – Stadthagen – Lindhorst (Schaumb-Lippe) – Haste (Han) – Wunstorf – Dedensen-Gümmer – Seelze – Letter – Hannover-Leinhausen – Hannover-Nordstadt – Hannover Hbf – Hannover Bismarckstraße – Hannover-Linden/Fischerhof – Hannover-Bornum – Empelde – Ronnenberg – Weetzen – Lemmie – Wennigsen (Deister) – Egestorf (Deister) – Kirchdorf (Deister) – Barsinghausen – Winninghausen – Bantorf – Bad Nenndorf – Haste (Han) Stand: Fahrplanwechsel Juni 2022 | 60 min  | Transdev Hannover |

Im Jahr 2000 wurde der Bahnsteig an Gleis 12/13 erhöht. So wurde es möglich, dass Reisende ins östlich benachbarte Oberzentrum Hannover (damals der Ausrichter der EXPO 2000) einen barrierefreien Zugang zu den S-Bahn-Zügen erhielten. Der Bahnhof wird im Stundentakt durch die S1 angefahren.
Ebenfalls zur Gewährleistung eines barrierefreien Zustiegs in die Züge des Rhein-Ruhr-Expresses sind im Jahre 2020 die Bahnsteige an Gleis 1, sowie 10/11 auf 76 cm erhöht und 220 m verlängert worden.

### Bahnsteiggleise
| Gleis | Länge in m | Höhe in cm | Nutzung im Fahrplanjahr 2023/2024                                                        |
| ----- | ---------- | ---------- | ---------------------------------------------------------------------------------------- |
| 1     | 220        | 76         | Züge in Richtung Köln (RE 6) und Bielefeld (RE 78)                                       |
| 10    | 135        | 76         |                                                                                          |
| 11    | 405        | 76         | Züge in Richtung Düsseldorf (ICE 10), Köln (IC 55), Rheine (RE 60) und Bielefeld (RE 70) |
| 12    | 415        | 76         | Züge in Richtung Nienburg/Weser (RE 78) und Hannover (S 1)                               |
| 13    | 415        | 76         | Züge in Richtung Berlin (ICE 10), Dresden (IC 55) und Braunschweig (RE 60 und RE 70)     |

### Nahverkehrstarife
Der ÖPNV Mindens gehört zum Tarifverbund Westfalentarif. Landesweit gilt der der NRW-Tarif, bundesweit der Deutschlandtarif. Ebenfalls berechtigt das Deutschlandticket zur Fahrt mit dem ÖPNV. Das benachbarte niedersächsische Bückeburg liegt dabei noch im Übergangsbereich des Westfalentarifs.

### Militärische Nutzung

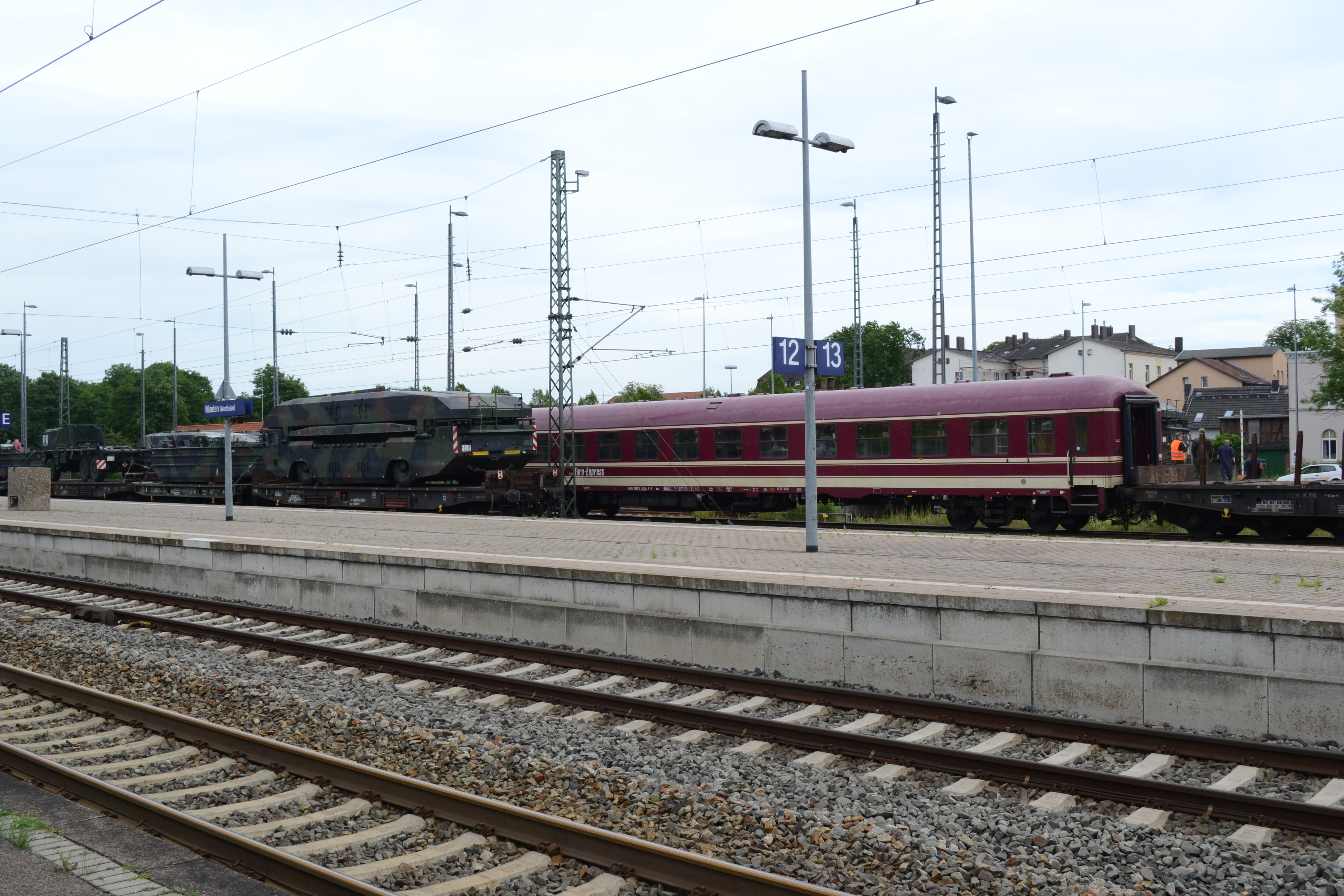
Verladen von militärischen Gütern am Bahnhof Minden

In der östlichen Gleisharfe wird das Verladeterminal für Güterverladung in erster Linie zur Verladung von militärischen Gütern genutzt und untersteht der Wehrbereichsverwaltung West. Das in Minden stationierte Panzerpionierbataillon 130 der Bundeswehr nutzt dies, um Gerät per Bahn zu verladen.

### Betriebsstörungen
Am 1. Juni 2022 kam es bei einer Rangierfahrt im Bereich des Güterbahnhof Minden zu einer Zugentgleisung, infolge dessen der gesamte Fernverkehr der DB Fernverkehr und der Regionalverkehr unterbrochen wurde. Schienenersatzverkehr wurde eingerichtet. Es gab keine verletzten Personen. Der Bahnhof Minden war komplett aus dem Zugverkehrsangebot abgeschnitten. Die Auswirkungen auf den Betriebsablauf waren immens, da die ICE-Ost-West-Strecke vom Ruhrgebiet über Hannover nach Berlin gestört war. Erst ein nach einem Tag herbeigerufener Eisenbahnkran konnte die entgleisten Eisenbahnwagen wieder auf die Schienen setzen und so die Betriebsstörung beheben.

## Verkehrsanbindung

### Erschließung des Bahnhofs
Die Bürger von Minden nahmen den neuen Bahnhof nur widerwillig an. Das rechte Weserufer galt nicht als zur Stadt gehörig, erst nach der Auflösung der Mindener Festung 1873 begann sich das Gelände um den Bahnhof städtebaulich zu entwickeln. Um diesen neuen Bahnhof entstand ein neues Stadtquartier, die Laxburg. Geprägt ist es durch die Bahnhofskaserne, gute Bürgerhäuser und Gebäude der Eisenbahn.
Um den Anschluss an die Stadt zu verbessern, bauten die Mindener Kreisbahnen eine Stichstrecke, die östlich von der Weserbrücke der Kreisbahnen an der alten Festungsmauer, entlang der Hafenstraße und der Kaiserstraße bis vor den Bahnhof Minden geführt wurde. Hier, wo heute ein „Park-and-ride“-Platz ist, befand sich bis 1957 der Kreisbahnhof „Minden Staatsbahn“ (später „Minden Reichs-“ bzw. „Bundesbahnhof“). Südlich der zweigleisigen Bahnanlagen lag ein eingeschossiges Bahnhofsgebäude mit Warte-, Dienst- und Gepäckraum in Fachwerkbauweise (Abbruch 1958). Von hier fuhren die Züge nach Hille–Lübbecke und Uchte und bedienten die nördlich der Innenstadt gelegenen Bahnhöfe „Minden Stadt“ und „Oberstadt“ der Kreisbahnen. Diese lagen etwas außerhalb, daher wurde der Bahnhof zusätzlich durch den Bau der Mindener Straßenbahn mit der eigentlichen Stadt verbunden.
Der Kreisbahnhof wurde im Zusammenhang mit der Umstellung auf Normalspur eingestellt. Geplant war er bereits zur Eröffnung der Kreisbahn 1898, der erste Zug konnte jedoch erst 1902 fahren. Die Verbindung zum Bahnhof Minden erfolgte zu Fuß über den Bahnhofsvorplatz, ein Fußweg von rund 5 Minuten.
Zur Erschließung des Bahnhofs bestand bereits seit 1884 eine Pferdeomnibuslinie. Mehrere Versuche, eine Pferde- oder Dampfstraßenbahn einzurichten schlugen fehl. So wurde unter anderem die Verkehrssicherheit am engen Bahnhofsvorplatz und die Tragfähigkeit der Weserbrücke in Frage gestellt. Erst nach dem Neubau der Brücke (1915) und dem Ersten Weltkrieg konnte im Dezember 1920 eine elektrische Straßenbahnlinie aus der Innenstadt zum Bahnhof eröffnet werden. In den 1930er Jahren fuhren hier Straßenbahnen im Zehnminutentakt. Im Mai 1957 erfolgte die Einstellung. Sie wurde durch Busse ersetzt, die später vom Bahnhofsvorplatz durchgehend bis nach Rodenbeck fuhren. Einen Teil der Verkehrsaufgaben übernahm bis 1965 auch die Obuslinie Minden–Hausberge.

### Heutige Situation

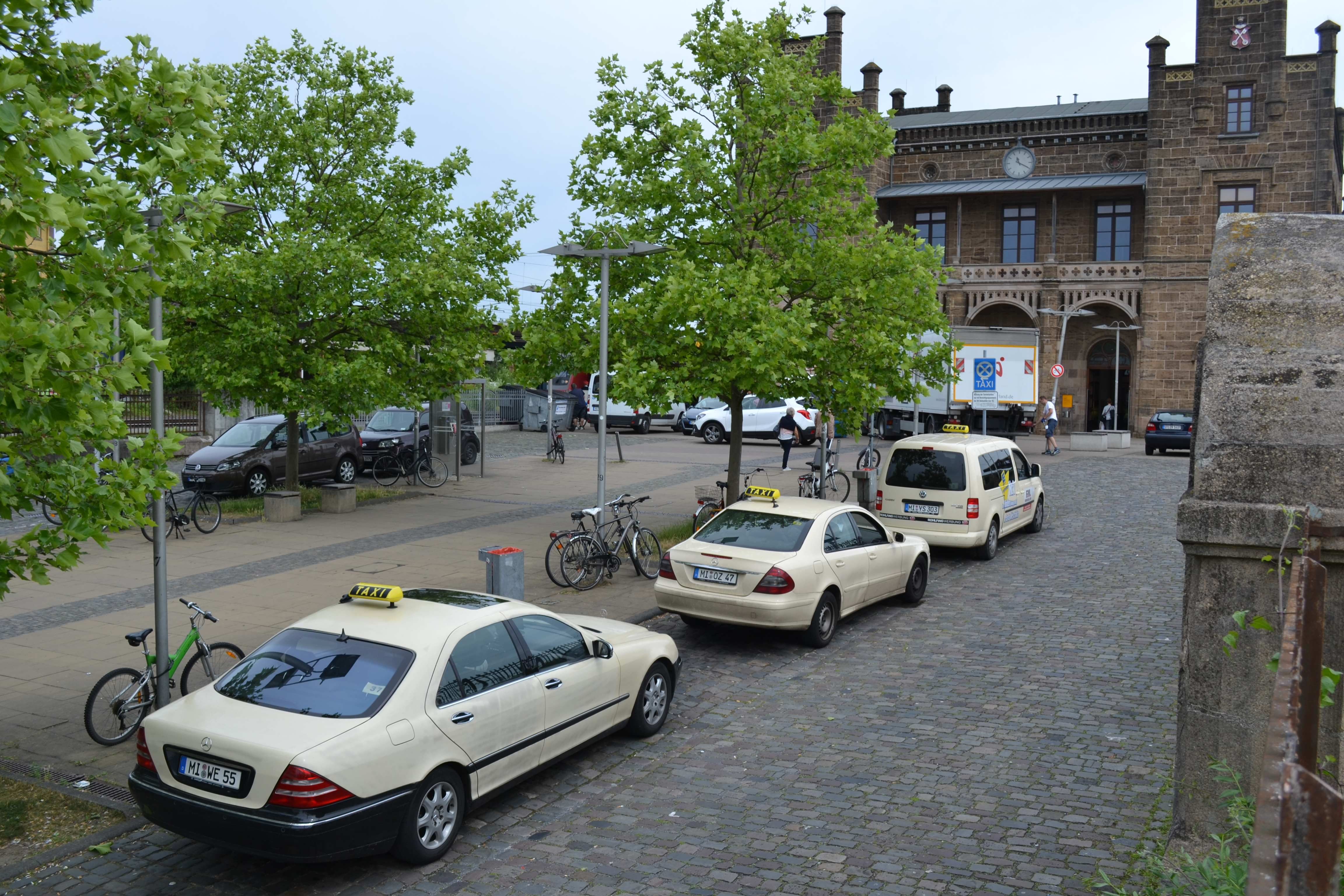
Taxistand am Bahnhof Minden

Rund um den Bahnhof gibt es 200 kostenlose Park-and-Ride-Plätze für Pendler, sowie etwa 100 kostenpflichtige Parkplätze. Vor dem Haupt- und am Osteingang ist ein Taxihalteplatz.
Am östlichen, der Stadt abgewandten Ausgang der Unterführung befindet sich der Busbahnhof. Er liegt auf der anderen Seite der Gleise vom Bahnhofgebäude aus gesehen und ist barrierefrei durch die Bahnsteigunterführung erreichbar. Von hier fahren die Regional- und Stadtbuslinien 6, 10, 14, 15, 509 und 510 zum zwei Haltestellen entfernten Zentralen Omnibusbahnhof Minden (zentraler Umsteigeknoten mit direkten Busanschlüssen). Es besteht ein Halbstundentakt, die Busse fahren zu gleichen Abfahrtzeiten hintereinander ab. Die Linien 6, 10 und 509 bedienen abwechselnd stündlich die östlichen Stadtteile, Linie 510 fährt als Regionalbus nach Kleinenbremen. Außerhalb des Tarifverbundes verkehrt Linie 2004 in Richtung Bückeburg. Etwa 200 m westlich vom Bahnhof, erreichbar durch eine Unterführung, gibt es eine Haltestelle für die Linie 7 nach Leteln. Alle übrigen Stadtteile und auch das Klinikum Minden können nur über das Umsteigen am Zentralen Omnibusbahnhof erreicht werden.
Fahrradfahrer finden im Bahnhofsbereich zwischen den Gleisen 10 und 1 die im Jahr 2002 gebaute und 2003 eröffnete Radstation mit 440 videoüberwachten wetterfesten Stellplätzen. Hier kann man auch Fahrräder ausleihen, sein Fahrrad waschen lassen und kleinere Reparaturen ausführen. Weitere Fahrradständer finden sich vor dem Haupteingang und am Osteingang.

## Service im Bahnhof
Im Bahnhofsgebäude befindet sich das Reisezentrum der DB Vertrieb mit Fahrkartenschaltern und InfoPoint. In der Halle gibt es zudem eine alteingesessene Bahnhofsbuchhandlung und im Teil des alten Expressschalters eine Bäckerei.
Der Bahnhof ist barrierefrei. Alle Bahnsteige sind mit Aufzügen, über Rampen oder ebenerdig erreichbar. Außerdem gibt es Leitstreifen für Sehbehinderte auf dem Boden.

## Digitaler Bahnhof Minden (DiBaMi)
Am Rail Campus Minden ist seit 2024 der Forschungsschwerpunkt Digitaler Bahnhof Minden (DiBaMi) etabliert. Dabei wird das Empfangsgebäude des Bahnhofs Minden zu einem Schaufensterbahnhof, in dem Informations- und Begleitroboter die Fahrgäste unterstützen sollen.